# Grugu (Kawunganten)
Grugu is een bestuurslaag in het regentschap Cilacap van de provincie Midden-Java, Indonesië. Grugu telt 3109 inwoners (volkstelling 2010).